# Amegilla murrayi
Amegilla murrayi är en biart som först beskrevs av Rayment 1944.  Amegilla murrayi ingår i släktet Amegilla och familjen långtungebin. Inga underarter finns listade i Catalogue of Life.